# Vincent Campenon
François-Nicolas-Vincent Campenon (* 29. März 1772 in Saint-François; † 29. November 1843 in Villecresnes) war ein französischer Schriftsteller, Politiker und Mitglied der Académie française.

## Leben und Werk
Vincent Campenon (auch: François-Nicolas-Vincent Campenon) war der Neffe des Dichters Nicolas-Germain Léonard. Er wuchs ab dem Alter von 4 Jahren in Sens auf. 1788 ging er nach Paris und hatte Erfolg als Vorleser des Romans Paul et Virginie von Jacques-Henri Bernardin de Saint-Pierre, den er auch persönlich kennenlernte und von dem er sich literarisch beraten ließ.
Als Royalist musste er vor der Französischen Revolution an die Schweizer Grenze fliehen und dort vom Französischunterricht leben. Nach 1795 konnte er zwar zurückkehren und ein Zensoramt übernehmen, erwies sich aber als zu milde und wurde abermals vertrieben. Erst im Kaiserreich konnte er mit langen Versdichtungen Anerkennung finden, sodass er 1813–1814 in die Académie française (Sitz Nr. 23) aufgenommen wurde und zum kaiserlichen Kommissar für die Komische Oper avancierte.
In der Restauration konnte er seine gesellschaftliche Stellung ausbauen. Er wurde Sekretär der königlichen Kammer, königlicher Lektor und Zensor und hoher Beamter des Unterrichtswesens. Da Dichtung nicht mehr gefragt war, verlegte er sich auf Übersetzungen aus dem Latein und aus dem Englischen und auf die Herausgabe von Werken Voltaires, von Louis-Élisabeth de la Vergne de Tressan, von Jean-Baptiste Louis Gresset und von Charles-Albert Demoustier (1760–1801). Er verkehrte im Salon der Madame Ancelot. Als letztes schrieb er ein langes Gedicht auf Torquato Tasso. 1843 starb er zurückgezogen im Alter von 71 Jahren. Sein dichterisches Werk wurde in jüngster Zeit von Gilles Le Noan und vor allem von Gwenaëlle Boucher neu herausgegeben und gewürdigt.

## Werke (Auswahl)

### Autor
- Voyage à Chambéry. Paris 1796, 1797. Hrsg. Gilles Le Noan. Quincy-sous-Sénart 1999, 2003, 2006.
- La maison des champs. Poème. Paris 1806, 1810, 1817. (deskriptive Dichtung)
- L’enfant prodigue, poème. Paris 1810, 1812. (mit Vorwort von 49 Seiten)
- Poèmes et opuscules en vers et en prose. 2 Bde. Paris 1823.
- Essais de mémoires, ou Lettres sur la vie, le caractère, et les écrits de J.-F. Ducis adressées à Odogharty de La Tour. Paris 1824, 1839. (über Jean-François Ducis)
- Édouard Mennechet (1794–1845, Hrsg.) Oeuvres poétiques de V. Campenon. Charpentier, Paris 1844. (mit Biographie und Werkverzeichnis)
- Gwenaëlle Boucher (Hrsg.) Œuvres. L’Harmattan, Paris 2008. (mit ausführlicher Würdigung)

### Herausgeber
- Œuvres de Léonard. 3 Bde. Paris 1798. (Nicolas-Germain Léonard)
- Œuvres choisies de Clément Marot. Paris 1801, 1826.
- Voltaire: Henriade. Paris 1822.
- Oeuvres du comte de Tressan. Paris 1822. (mit Biographie von Louis-Élisabeth de la Vergne de Tressan)
- Oeuvres choisies de Gresset. Paris 1823. (mit Biographie von Jean-Baptiste Louis Gresset)
- Charles-Albert Demoustier (1760–1801): Lettres à Émilie sur la mythologie. Paris 1730.

### Übersetzer
- William Robertson: Histoire d’Écosse depuis la naissance de Marie Stuart jusqu’à l’avènement de Jacques VI au trône d’Angleterre. 3 Bde. Paris 1821.
- (mit Jean-Baptiste-Denis Despré 1752–1832) Oeuvres d’Horace. 2 Bde. Paris 1821. (Horaz)
  - (deutsch, Teil des Kommentars) Untersuchungen über das Landhaus des Horaz und über die verschiedenen Landsitze, die in seinen Gedichten erwähnet werden. Leipzig 1826.
- (mit anderen) Histoire d’Angleterre depuis l’invasion de Jules-César jusqu’à la révolution de 1688 par David Hume, et depuis 1688 jusqu’à 1760, par Smollett, continuée jusqu’en 1783, par John Adolphus, et terminée par un Précis des évènements qui se sont passés sous le règne de George III, jusqu’en 1820, par Aikin et quelques historiens anglais. 19 Bde. Paris 1825–1827, 1839–1840. (mit Würdigung von David Hume durch Campenon)